# دونكان تورنبول
دونكان تورنبول (بالإنجليزية: Duncan Turnbull)‏ هو لاعب كرة قدم أمريكي، ولد في 8 مايو 1998 في جنيف في الولايات المتحدة. لعب مع Notre Dame Fighting Irish men's soccer ‏.